# L'ombra del gigante
L'ombra del gigante è una canzone cantata da Eros Ramazzotti e scritta insieme a Jovanotti, Claudio Guidetti e Adelio Cogliati pubblicata nel 2001. È il quarto singolo estratto dall'album Stilelibero. Questa canzone segna la prima collaborazione tra Eros Ramazzotti e Lorenzo Cherubini, in arte Jovanotti.

## Formazione
- Eros Ramazzotti - voce
- Nathan East - basso
- John Robinson - batteria
- Michael Landau – chitarra
- Tim Pierce - chitarra, mandolino
- Jamie Muhoberac - tastiera

## Classifiche
| Classifica (2001) | Massima posizione |
| ----------------- | ----------------- |
| Italia            | 25                |
| Svizzera          | 52                |
| Austria           | 74                |
| Francia           | 57                |